# Чайка (роман, 1929)
«Чайка» — автобіографічний роман українського письменника Дмитра Бузька, опублікований в 1929 році. В романі йдеться про історію есера, колишнього політкаторжанина, що втік за кордон, та повернувся до Росії одразу ж після Лютневої революції, і в пошуках свого місця в новій реальності, спочатку працює на есерів, потім на УНР, та закінчує тим, що знаходить порозуміння з більшовиками, та працює вже на радянську владу в Україні.

## Публікації
Роман вперше опублікований в 1929 році Державним видавництвом України. В 1991 році роман перевиданий видавництвом «Дніпро» разом із романом «Голяндія» та передмовою Леоніда Бойка.

## Сюжет
Головний персонаж, Петро Чайка, есер та колишній політкаторжанин, який втік за кордон, повертається до Росії майже одразу після Лютневої революції. Він виступає з промовами в Петрограді та на Псковщині, однак, розчарувавшись в політиці есерів їде додому, до Одеси. В Одесі він потрапляє у вир національного руху одеських українців, зустрічає друга дитинства Тимона Кравчука, який прибув з фронту, а також знайомиться з Талочкою Харченко. З Тимоном він обговорює свої надії та сумніви. Жовтневу революцію та австро-німецьку окупацію застає в Одесі. Потім їде до Києва працювати в пресі, потім працює в уряді, де знайомиться з Оксаною, донькою одного з міністрів Скоропадського. В нього виникає сильна симпатія до Оксани. Однак, до Києва приїжджає Талочка та вони одружуються. Чайка продовжує працювати в уряді, тепер вже в уряді УНР. Разом з урядом УНР йому постійно доводиться подорожувати. Спочатку вони з дружиною їдуть до Одеси, але доїжджають лише до Роздільної, куди евакуювалась УНР з Одеси.
З Роздільної вони з Талочкою за дорученням уряду вирушають до Тирасполю видавати агітаційну газету. Тут він знову зустрічає Тимона, який йому повідомляє, що починається війна між петлюрівцями та більшовиками. Крім того, Тимон розповідає свою історію. Після Одеси він повернувся у Велику Мечетню, там ще до його приїзду спалили та розграбували панський маєток, в якому він мріяв зробити комуну. В рідному селі до нього поставились вороже, бо хтось пустив плітки, що він — за панів. Тимон зосередився на власному господарстві. Одного разу до нього навідались гетьманський карний відділ щоб заарештувати, бо в селі вказали, що це він палив та нищив маєтки. Тимон втікає до лісу, де зустрічає тих, хто справді палив та грабував маєтки. Згодом в них з'являється отаман — колишній вчитель, що втік з гетьманської в'язниці. На чолі з цим отаманом Тимонів загін нападав на гетьманців, шкодив залізничні колії, боровся проти німців, а пізніше — приєднались до антигетьманського повстання. Так Тимон опинився в Одесі, а згодом — в Роздільній. Тимон ділився своїм обуренням, що українці блокувались із білими, та почали воювати проти більшовиків. Чайка, Талочка та Тимон їдуть до Роздільної. Там Тимон розповідає Чайці про боротьбістів і закликає його приєднатись до них, вагаючись, однак, Чайка відмовляється. З Роздільної Чайка з Талочкою вирушають до Києва.
З Києва Чайку було відправлено аташе до Копенгагену. Чайку розчаровує дипломатичний корпус УНР і дипломатична робота. Він звільняється та повертається в Україну. В Радзивілові Чайка отримує доручення їхати до отамана Григор'єва і запропонувати тому пост військового міністра УНР. Чайка вирушає до Кам'янця, щоб звідти перейти кордон вже на підконтрольну більшовикам територію, і там знову зустрічається з Тимоном, з яким домовляються, що зустрінуться в одному селі. Чайка та Талочка йдуть пішки до того села.  Чайка з Талочкою прибули до села, але Тимона не було видно. Чайка вирішує рушати далі до Вінниці. По дорозі їх зупиняє ЧК, в Чайки знаходять доручення до Григор'єва і влаштовують допит. На допиті Чайка розповідає, що перейшов на бік більшовиків, та називає ім'я Тимона, як того, хто може це підтвердити. Чайка лишається в імпровізованій в'язниці поки ЧК буде уточнювати Чайчині свідчення. Одного разу його уводять озброєні конвоїри.
Через деякий час Тимон теж проїжджає через це село, на заставши Чайки вирушає до Великої Мечетні і по дорозі дізнається, що Чайку начебто розстріляли. Велика Мечетня була під денікінцями і Тимон уходить в підпілля до лісного отамана, що воював проти УНР-івців та білих. В цей час в місцевості до влади приходять червоні. Вони заарештовують Барвінських, включаючи Галю, з якою Тимон познайомився в Одесі і вже потім продовжив стосунки, коли був у складі загону лісового отамана. Тимон думав, що їх розстріляли. Тим часом Чайка, вже агентом ЧК повертається до Одеси, де вчителює та живе в Талочкиних батьків. Харченки ще сподівались на прихід українських військ. В них вдома збирались опозиційно налаштовані до більшовиків українці. Чайка не витримує життя в Харченків та їде жити до своїх батьків. Згодом в Одесі він зустрічає стару революціонерку, яку знав ще за кордоном, в неї він зустрічається з агентом ЧК і доповідає йому, що відбувається в Харченків, і дивується, що ЧК про те вже все відомо. ЧК дає Чайці нове завдання — привернути на бік червоних одного лісового отамана та переконати його скористуватись амністією. Зустріч з отаманом виявилась марною, однак, Чайка заїхав до Тимона, і виявилось, що це той самий отаман, в загоні якого перебував і сам Тимон. Із допомогою Тимона загін поступово зменшився, оскільки той вмовляв хлопців. Врешті і сам отаман здався.
Чайка дізнається, що Талочка втікла за кордон. Сам він поїхав до Харкова, згодом до нього приєднався Тимон. За кордоном Талочці допоміг влаштуватись її кузен Вольдемар, колишній російський офіцер із проросійськими поглядами. У Відні Талочка зустріла Оксану. У Вольдемара з'являються справи в Харкові, Талочка вмовляє його взяти її з собою: вона хотіла повернутись до Чайки. Вона розповідає про це Оксані, яка теж вирішує їхати до Харкова під чужим ім'ям. В Харкові Талочка побачила Чайку з Оксаною. Вона здогадується, що Чайка зрадив УНР і перейшов до більшовиків. Талочка знаходить у Вольдемара кинджал і здогадується, що той хоче вбити Чайку. Вона попереджає Чайку і Оксану, але марно, Вольдемар, якого підстрелив Тимон, все ж таки встиг зарізати Чайку.  

## Основні персонажі
Петро Чайка — есер та колишній політкаторжанин, який втік за кордон та повернувся до Росії після Лютневої революції.
Тимон Кравчук — селянин з Великої Мечетні, в подальшому — солдат Першої світової війни, який водночас поділяє і національні, і соціалістичні погляди.
Талочка Харченко — дочка заможних батьків із старовинного українського роду, нащадків козаків, пізніше — дружина Чайки.  
Вольдемар — кузен Талочки з проросійськими поглядами.
Галя Барвінська — дочка заможних хуторян, що навчалася в Одесі.
Оксана — дочка одного з міністрів Скоропадського, з якою Чайка знайомиться під час роботи в міністерстві закордонних справ.

## Основні теми

### Пошук близької ідеології та болісні компроміси
Петро Чайка постійно вагається між різними ідеологіями: він захоплювався і анархізмом, і марксизмом. Хоч за часів царизму він потрапив на заслання саме за участь в есерівській організації, сам він, коли вже повернувся до Петрограду після Лютневої революції, не вважав себе переконаним есером та визнавав, що йому бракувало знань, щоб остаточно визначитися із ідеологією. До есерства його привело бажання участі в революційній боротьбі: він був членом учнівських революційних організацій, і так вже сталося, що першою його організацією стала есерівська. В Петрограді і на Псковщині Чайка розуміє, що більше тяжіє до більшовиків, зокрема, з їхнім гаслом — «земля — селянам!». Крім того, його дратує нерішучість лідерів есерівської партії: він вважає, що чіпляючись за посади при новій владі, вони вже не здатні підтримати справді революційні зміни.
Розчарувавшись в есерстві, він їде до України, його цікавить національний рух, який там вже набирає обертів. Він поки що скептично до нього ставиться: перший універсал Центральної Ради він зустрічає з недовірою. Сам він не має теплих почуттів до «українофілів»: вважає їх обмеженими, реакційними, з «обов'язковим присмаком юдофобства». Однак, завжди вважав себе українцем, і обурився, коли ліві есери казали, що українців — не має, і що це — міфічна нація.
Центральну Раду Чайка уявляв собі як зібрання «чудернацьких інтелігентів у чорних сюртучних вбраннях, але з обов'язковою вишиваною сорочкою та довгими козацькими вусами». Візит до Центральної Ради в Києві його розчарував: там він зустрів лише міністра освіти, який з кимось обговорював створення начальної школи. Міністр був таким, яким Чайка уявляв собі діячів Центральної Ради — у вишиванці. Однак, коли він опиняється в Одесі, він хоч і намагається пропагувати серед українців систему рад, яка, на його думку, є досконалішою, бачить, що це не знаходить широкої підтримки. В Одесі його почуття змінюються на користь національного руху: в жодній програм революційних партій він не бачить, що деклароване право народів на самовизначення стосується українців. Крім того, в Одесі він зазнав глузувань через те, що розмовляв українською мовою. Врешті, основної причиною, чому Чайка пристав до національного руху: його принцип, що потрібно або від усього відсторонитись, або бути з тими, кого цькують, і він обрав останнє.
Водночас, вже ніби беручи участь в національному русі, він дратується, що відвідувачі Української Хати, концентрують увагу на національному, зокрема, на мові, і на переслідуванні за мову, а політичні питання їх ніби не цікавлять. В розмові з Тимоном, він розкриває свої думки про більшовиків: вони ніби чесніше тримаються своїх принципів, але, саме для одеських більшовиків, «українець» означає «мужик», і що в більшовиків неврегульоване національне питання. Він зізнається Тимону, що якби існували «українські більшовики», він би «послав під три чорти отих вишиваних». Однак, коли він намагається купити сірників, а продавець крамниці з нього глузує через його українську мову, його знову охоплюють національні почуття. І йому хочеться поїхати до Петрограду, до пролетарів, які, як він вважає, також обурювались національним пригніченням українців.
Сповнений сумнівами, Чайка майже зачиняється в бібліотеці, і, як колись, знову поринає у соціальні науки. Проте, зрозумів, що таким шляхом в нього підуть роки, щоб досягнути істини. Він знов починає брати участь в громадському житті: хоч йому і не подобається, що українці почали блокуватись з російськими меншовиками, та «зрадливими» есерами, він пристає до національного руху. Сам Чайка дедалі більше симпатизує більшовикам, і визнає, що до них його не пускає лише національне питання: «… чому я не народився великоросом? Все було б так ясно, так просто…» — думає він. Коли в Одесі стався збройний конфлікт між українцями та більшовиками, в якому українці перемогли, Чайка ходив сумний, але знав, що так само був би сумний, якби перемогла інша сторона.
Попри всі свої сумніви Чайка тримався національного руху, хоч йому і не подобалась австро-німецька окупація та гетьманат. Він їде до Києва, де згодом починає працювати на УНР, і бачить нещирість та інтриганство деяких її діячів. Дипломатична робота тільки посилює його негативні погляд на УНР: на ній він бачить, що в дипломатичні місії беруть людей не за професійною ознакою, а за спорідненістю, бачить, що учасників місій більше хвилює можливість пожити в Європі за рахунок УНР, а не доля УНР. Все це, а також третя випадкова зустріч із Тимоном переконує його перейти на бік більшовиків. Таким чином, весь шлях Чайки до більшовизму, це шлях болісних компромісів: йому багато чого не подобається в есерах, а потім в українському національному русі, однак він довго намагається ігнорувати всі, на його погляд, недоліки, ідучи на болісні компроміси, та працюючи серед огидних йому людей.
Тимон, так само як і Чайка, знаходиться в пошуку близької ідеології. На відміну від Чайки, він чітко знає, що йому потрібно — українські більшовики. Не знайшовши їх в Одесі, він не пристає до національного руху, бо бачить, що він захоплений «дядьками» — реакційними заможними селянами. Він повертається додому та через конфлікт з «дядьками» скоро опиняється в загоні лісового отамана, який воює як проти білих, так і проти «петлюрівців». Нарешті Тимон знаходить тих самих українських більшовиків — боротьбістів. Однак, при безпосередньому зіткненні із офіційною червоною владою в нього виникають сумніви: ця влада, як він думає, розстріляла дорогого йому Чайку, а також — родину Барвінських. Тимон, здається, не може прийняти такої жорстокості.

### Конфлікт між особистим та громадянським
Конфлікти між особистими почуттями та відчуттям громадянського обов'язку виникає і в Чайки, і в Тимона. Те, що Чайка, так довго тримається в українському національному русі, хоча багато чого йому там не подобається, а багато чого, на його думку, — є огидним, це, багато в чому, — заслуга його відносин із Талочкою, дочкою заможної української родини, яка підтримує національних рух та не сприймає більшовиків. Отже, Тимон не помиляється, коли Чайка спочатку відмовляється пристати до боротьбістів, що все це — через Талочку. Цей конфлікт врешті вирішується на користь громадянського обов'язку, як його відчуває Чайка, — і він доносить ЧК на Талочкину родину, розповівши агенту ЧК, що в Харченків збираються прихильники українського національного руху. Крім того, цей конфлікт виникає і в його відносинах з Оксаною. Оксана — українська аристократка, «дівчина старовинного українського дідичівського роду», а Чайка — син сільського вчителя й соціаліст. Він розуміє, що вони не пара, і тут знову громадянське перемагає особисте. Тільки коли Оксана приїздить до Харкова, і дещо міняє позицію, коли бачить життя в радянській Україні, бо їм за кордоном ніби то розповідають інші речі про тутешнє життя, Чайка, вже вільний від Талочки, кидається у вир любовних відносин з нею. Отже, Чайка — типовий революційний герой, для якого громадянське є вищим за особисте.
Щодо Тимона, то для нього, здається, особисте є важливішим за громадянське. В Одесі, Галя Барвіснька, дочка заможних хуторян, не викликає в нього довіри, адже агітує за українських соціал-демократів. Однак, вже коли він, будучи членом загону лісового отамана, вривається в маєток Барвінських, щоб роздобути палива та харчів, і бачить там Галю — в нього вже зовсім інші почуття, і він, піддаючись особистому, не чіпає Барвінських. Більше того, коли Барвінських заарештовують, і як, він думає, розстрілюють, його лояльність до більшовиків похитнулась.

## Сприйняття
Радянська критика сприйняла роман неоднозначно. Перші рецензії були досить схвальними, хоча й містили критичні зауваження..  
У вересні 1929 року в журналі «Молодняк» з'являється рецензія за підписом Івана Теліги. На думку Теліги, Бузьку вдалося художньо реалізувати конфлікт, на якому будувався роман, а, саме, — на ваганні Чайки між лівими поглядами та національним питанням. Автор вказує на те, що шляхом Чайки, тобто від есерства до українського більшовизму пройшла більшість українців-революціонерів. Крім того Теліга вважає, що Бузько вірно змалював портрети лідерів революційних партій та постарався точно відбити політичні події. Водночас, Теліга визнає, що попри те, що роман охоплює значний історичний період, — від Лютневої революції до встановлення радянської влади в Україні, він не може претендувати на порівняння із «Війною і миром» Толстого. Теліга пише, що «наша доба ще й досі не докечалася свого Толстого». Іншими словами, на погляд Теліги, роман Бузька не заслуговує на звання роману-епопеї. Водночас Теліга критикує Бузька за те, що він не достатньо звертає увагу на соціальну сторону революційних зрушень. Крім того, Теліга пише, що в любовних лініях Бузьку не вдається уникнути «трафаретності».
Однак, вже в лютому 1930 року в журналі «Критика» з'являється розгромна стаття за підписом М. Кодацького. Автор рецензії критикує роман за те, що в ньому гасло «Геть Тимчасовий Уряд! Вся влада Радам» вигукує якась знайома головного героя. Автор єхидно зауважує, що він думав, що це гасло вперше вигукнув Ленін. Далі автор розчарований тим, що в романі не згадується ліквідація влади Центральної Ради. Крім того, Кодацький знаходить ряд інших, на його думку, історичних неточностей. Головного героя, Чайку, Кодацький описує як вкінець зламаного, хворого індивіда, «вчинки, якого часто-густо не зумовлені ані впливом оточення, ані його власною вдачею.» Кодацькому також не подобається, як Бузько опрацював образ Тимона: «за Тимоном не відчувається маси середняцького селянства», — пише він. Є в Кодацького і зауваження мовно-стилістичного характеру: роману закидаються кострубаті фрази та бідні й часто повторювані образи та порівняння. Однак, з рецензії видається, що головна претензія до роману має ідеологічний характер. Кодацький пише, що за романом виходить, що українська інтелігенція одразу не стала на бік більшовиків не через свою «дрібнобуржуазну суть», а через помилкове ставлення більшовиків до національного питання. Отже сам Кодацький не бачить помилок більшовиків у національному питанні, а причиною того, що українська інтелігенція не одразу підтримала більшовиків вважає її «дрібнобуржуазність». Рецензент підсумовує: роман не заслуговує на те масове поширення, що зазнав, і, взагалі, помилково було видавати його в масовій серії «Романи і повісті».
В квітні 1930 року на шпальтах тієї ж «Критики» із відгуком про роман виступив Андрій Хвиля. Він зазначив, що з художньої точки зору, роман не являє собою жодної цінності. Головна претензія Хвилі до роману: Чайка не міг поводитись так, як він поводився, тобто довгий час працювати на «петлюрівщину», якщо завданням Бузька було висвітлити позицію української інтелігенції щодо революції. Крім того, Хвиля критикує Бузька за те, що той зобразив «петлюрівщину» як якусь «маріонеточну справу», а не серйозного ворога революції. Хвиля незадоволений тим, що Бузько не показав «петлюрівщину» як класово ворожу «пролетарській революції» організацію. Хвиля підсумовує: «з погляду соціяльної функції — роман шкідливий».
В грудні 1930 року в «Молодняку» з'являється стаття Юрія Костюка із критикою сучасної літератури, її недостатньої «пролетарскості» і толерантності до «дрібнобуржуазності». Він вбачає в сучасній літературі «праву небезпеку», і одним із прикладів літературних творів, що містять таку «небезпеку» називає роман «Чайка» Бузька. На його думку, в романі помітна «яскрава ідеалізація петлюрівщини».
В рецензії, надрукованій в журналі «Молодий більшовик», М. Чеховий зазначає, що роман «більш схожий на мемуари якоїсь однієї особи, а не на розроблений художньо-історичний матеріал». На його думку, в романі Бузько не досяг «художньої правди» та «вдається до трюків».
Пізніша радянська критика також не дуже високо оцінила роман. Так, Михайло Левченко писав, що роман не розкриває нічого нового про інтелігенцію 1917—1920 років. На його думку, в романі бракує органічного зв'язку між історичними подіями та життям головного героя, а сам герой — змальований «поза оточенням та боротьбою».
Вже за часів незалежності, «Чайка» переосмислюється, і з'являються позитивніші відгуки. Сабадош зазначає, що роман звертається до актуальних проблем для літератури 20-30 років, а саме, до ставлення української інтелігенції до революції, суперечності між особистим і громадянським, українського псевдопатріотизму. На її думку, сюжет роману розгортається динамічно та напружено: він насичений пригодами, екстремальними епізодами, несподіванками та випадковостями. Дослідниця зазначає, що роман одночасно поєднує і динамічний сюжет і психологізм героїв. Сабадош вказує на те, що саме авантюрно-пригодницький характер роману не дозволив автору вдаватись до глибокого осмислення тієї історичної епохи.  